# قائمة اللغات الرسمية
هذه الصفحة تحتوي على 106 لغة رسمية في العالم.

## اللغات الرسمية للدول ذات السيادة

### ا
لغة أبخازية
- أبخازيا

لغة الإبو:
- نيجريا

الأذرية:
- أذربيجان
- جمهورية نخجوان الذاتية

الأردو:
- باكستان
- فيجي (مع الإنجليزية والفيجية)

الأرمينية:
- أرمينيا
- جمهورية مرتفعات قرة باغ

الإسبانية:
- الأرجنتين
- إسبانيا (الأرانس والباسك والكاتالونية والجاليكية هي لغات شبه رسمية في بعض المناطق)
- الإكوادور (بحكم الأمر الواقع)
- الأوروغواي
- باراغواي (مع الغوارانية)
- بنما
- بوليفيا (مع الأيمارا والكيشوا والغوارانية)
- بيرو (مع الأيمارا والكتشوا)
- تشيلي
- جمهورية الدومينيكان
- السلفادور
- غواتيمالا
- غينيا الاستوائية
- فنزويلا
- كوبا
- كوستاريكا
- كولومبيا
- المكسيك (بحكم الأمر الواقع)
- نيكاراغوا
- هندوراس

الإستونية:
- إستونيا (مع الشونا والنديبيلي)

الأفريقانية:
- جنوب أفريقيا (مع الإنجليزية والنديبيلي والسوتو الشمالية والسوتو والسوازية والتسونغا والتسوانية والفندا والزوسا والزولوية)

لغة الإشارة النيوزلندية:
- نيوزلندا (مع الإنجليزية والماورية)

الألبانية:
- ألبانيا
- كوسوفو (مع الصربية)

الألمانية:
- ألمانيا
- إيطاليا (في جنوب تيرول فقط)
- بلجيكا (الألمانية في الجهة الغربية فقط و الفرنسية في الجنوب والفلامانكية -شبيهة بالهولندية- في الشمال)
- سويسرا (مع الفرنسية والإيطالية والرومانشية)
  - 17 من ال26 كانتون سويسرا (أحادية اللغة الألمانية)
  - برن (مع الفرنسية)
  - غراوبوندن (مع الإيطالية والرومانشية)
  - فاليه (مع الفرنسية)
  - فريبورغ (مع الفرنسية)
- لوكسمبورغ (مع اللغة اللوكسمبورغية والفرنسية)
- ليختنشتاين
- النمسا

الأمازيغية:
- المغرب (بتنوعها : الريفية في الريف و تمازيغت في الأطلس و اسامر و السوسية في سوس)
- الجزائر

الإنجليزية (انظر أيضًا قائمة الدول حيث الإنجليزية هي لغة رسمية):
- إريتريا (مع التجرينية والعربية)
- أستراليا
- أنتيغوا وباربودا
- أوغندا
- صوماليلاند (مع العربية و الصومالية)
- جمهورية أيرلندا (الرسمية الثانية مع الأيرلندية)
- باكستان (مع الأردو لغةً محلية)
- بالاو (مع البالاوية واليابانية)
- بابوا غينيا الجديدة (مع التوك بيسين والموتو)
- بربادوس
- بليز
- البهاما
- ليبرلاند (مع التشيكية)
- بوتسوانا (لكن اللغة المحلية هي التسوانية
- ترينيداد وتوباغو
- توفالو
- سيلاند
- جمهورية مولوسيا
- مقاطعة هوت ريفر
- تونغا (مع السواحيلية)
- جاميكا
- غرينادا (مع الفرنسية كريولية)
- جنوب أفريقيا (مع الأفريقانية والنديبيلي والسوتو الشمالية والسوتو والسوازية والتسونغا والتسوانية والفندا والزوسا والزولوية)
- جنوب السودان
- دومينيكا
- رواندا (مع الفرنسية والكينيارواندية
- زامبيا
- زيمبابوي
- ساموا (مع الساموية)
- سانت كيتس ونيفيس
- سانت لوسيا (مع الفرنسية الكريولية)
- سانت فنسينت والجرينادينز (مع الفرنسية الكريولية)
- سريلانكا (مع التاميلية والسنهالية)
- جزر سليمان
- سنغافورة (مع الصينية والملايو والتاميل)
- السودان (مع العربية)
- سوازيلاند (مع السوازية)
- سيشل (مع الكريولية، الفرنسية)
- سيراليون
- غامبيا
- غانا
- غيانا
- فانواتو (مع البيسلاما
- الفلبين (مع الفليبينية
- فيجي (مع الفيجية واللغة هندوستانية)
- الكاميرون (مع الفرنسية)
- كندا (مع الفرنسية)
- كيريباتي (مع السوتية)
- كينيا (مع السواحيلية)
- ليبيريا
- ليسوتو
- جزر مارشال (مع المارشالية
- مالاوي (مع الشيشوا)
- مالطا (مع المالطية)
- ماليزيا
- المملكة المتحدة
- موريشيوس (مع الفرنسية)
- نامبيا (مع الأوشيوامبو والألمانية والأفريقانية ولغات محلية)
- ناورو (مع الناورونية)
- نيجيريا
- نيوزيلندا (مع الماورية ولغة الإشارة النيوزلندية الجديدة)
- الهند (مع 22 لغة إقليمية)
- الولايات المتحدة
- ولايات ميكرونيسيا المتحدة

الإندونيسية:
- إندونيسيا (لهجة ملايو الموحدة)

الأوزبكية:
- أوزبكستان

الأوسيتية:
- أوسيتيا الجنوبية (مع الروسية والجورجية)

الأوكرانية:
- أوكرانيا
- ترانسنيستريا (مع المدولفا والروسية)
- دولة نوفوروسيا الاتحادية (مع الروسية)

الأيرلندية:
- جمهورية أيرلندا ("محلية"؛ وأصبحت الإنجليزية "لغة ثانية رسمية")

الآيسلندية:
- آيسلندا

الإيطالية:
- إيطاليا
- سان مارينو
- سويسرا (مع الألمانية والفرنسية)
- تيسينو
- غراوبوندن
- الفاتيكان

لغة أيمارا:
- بوليفيا (مع الإسبانية والكتشوا والغوارانية و33 لغة أخرى)
- بيرو (مع الإسبانية والكتشوا ولغات أخرى)

### ب
البابيامنتو:
- أروبا (مع الهولندية)
- كوراساو (مع الإنجليزية والهولندية)

البسلاما:
- فانواتو

البشتوية:
- أفغانستان (مع الدارية في أفغانستان)

البنغالية:
- بنغلاديش

البرتغالية:
- أنغولا
- البرازيل
- البرتغال
- تيمور الشرقية
- ساو توميه وبرينسيب
- الرأس الأخضر
- غينيا الاستوائية
- غينيا بيساو
- موزمبيق
- جمهورية كابيندا

البلغارية:
- بلغاريا

البوسنية:
- البوسنة والهرسك

البورمية:
- بورما

البولندية:
- بولندا

البيلاروسية:
- روسيا البيضاء

### ت
التاغالوغية:
- الفلبين

التاميلية:
- سنغافورة (مع الإنجليزية والصينية والملايو)
- سريلانكا (مع السنهالية والإنجليزية لغةً رابطة)

التايلندية:
- تايلاند

التجرينية:
- إريتريا

التركمانية:
- تركمانستان

التركية:
- تركيا
- قبرص (مع اليونانية)

التسوانية:
- بوتسوانا (مع الإنجليزية)
- جنوب أفريقيا (مع الأفريقانية والإنجليزية والنديبيلي والسوتو الشمالية والسوتو والسواتي والتسونغا والفيندا والزوسا والزولية)

التسونغا:
- جنوب أفريقيا (مع الأفريقانية والإنجليزية والنديبيلي والسوتو الشمالية والسوتو والسواتي والتسوانية والفيندا والزوسا والزولية)

التشيكية:
- جمهورية التشيك
- سلوفاكيا
- ليبرلاند (مع الإنجليزية)

التشيلوبا:
- الكونغو الديمقراطية (مع الفرنسية والكيكونغو واللنغالا والسواحيلية)

التوك بيسين:
- بابوا غينيا الجديدة (مع الإنجليزية والهيري موتو)

التيتومية:
- تيمور الشرقية (مع البرتغالية)

### ج
الجورجية:
- جورجيا
- أوسيتيا الجنوبية (مع الأوسيتية والروسية)
- أبخازيا (مع الروسية)

### خ
الخميرية:
- كمبوديا

### د
الدرية:
- أفغانستان

الدزونكا:
- بوتان

الدنماركية:
- الدنمارك
- جزر فارو

الديفهية:
- جزر المالديف

### ر
الروسية:
- أوستيا الجنوبية (مع الأوستية والجورجية)
- أبخازيا (مع الأبخازية)
- ترانسنيستريا (مع المولدفانية والأوكرانية)
- روسيا (في بعض المناطق مع لغات إقليمية)
- روسيا البيضاء (مع البيلاروسية)
- طاجيكستان ("في اتصالات الأعراق"؛ مع الطاجية)
- قيرغيزستان (مع القيرغيزية)
- كازاخستان (مع الكازاخستانية)
- دولة نوفوروسيا الاتحادية(مع الأوكرانية)

الرومانشية:
- سويسرا (مع الألمانية والفرنسية والإيطالية)
  - غراوبوندن (الألمانية والإيطالية)

الرومانية:
- رومانيا
- مولدوفا

### ز
الزوسا:
- جنوب أفريقيا (الأفريقانية والإنجليزية والنديبيلية والسوتو الشمالية والسوتو والسوازية والتسونغا والتسوانية والفندا والزولوية)

الزولوية:
- جنوب أفريقيا (الأفريقانية والإنجليزية والنديبيلية والسوتو الشمالية والسوتو والسوازية والتسونغا والتسوانية والفندا والزوسا)

### س
السانغو:
- جمهورية وسط أفريقيا

السلوفاكية:
- التشيك
- سلوفاكيا

السلوفينية:
- سلوفينيا

السنهالية:
- سريلانكا (مع التاميل والإنجليزية لغة رابطة)

السواحلية:
- أوغندا (منذ 2005؛ مع الإنجليزية)
- تنزانيا (بحكم الأمر الواقع)
- الكونغو الديمقراطية (مع الفرنسية والكيكونغو واللنغالا والتشيلوبا)
- كينيا (مع الإنجليزية)

السوازية:
- جنوب أفريقيا (مع الأفريقانية والإنجليزية والنديبيلي والسوتو الشمالية والسوتو والتسونغا والتسوانية والفندا والزوسا والزولوية)
- سوازيلاند (مع الإنجليزية)

السوتو:
- ليسوتو
- * جنوب أفريقيا (مع الأفريقانية والإنجليزية والنديبيلي والسوتو الشمالية والسوازية والتسونغا والتسوانية والفندا والزوسا والزولوية)

السوتو الشمالية:
- جنوب أفريقيا (مع الأفريقانية والإنجليزية والنديبيلي والسوتو والسوازية والتسونغا والتسوانية والفندا والزوسا والزولوية)

السويدية:
- السويد
- فنلندا (مع الفنلندية)
  - أولند (السويدية هي اللغة الوحيدة)

السيشيلية الكريولية:
- سيشل

### ش
الشونا:
- زيمبابوي (مع الإنجليزية والنديبيلي)

الشيشيوا:
- ملاوي

### ص
الصربية:
- البوسنة والهرسك (مع البوسنية والكرواتية)
- صربيا
- كوسوفو (مع الألبانية)

الصومالية:
- الصومال (مع العربية)
- صوماليلاند

الصينية:
- تايوان
- سنغافورة
- الصين

### ط
الطاجيكية:
- طاجيكستان (الفارسية مكتوبة بالسيريلية)

### ع
العربية:
- الوطن العربي
- تشاد
- إريتريا
- إسرائيل
- صوماليلاند
- كردستان العراق
- كردستان سوريا
- المناطق الأمازيغية بدول شمال إفريقيا (المغرب,الجزائر,تونس,ليبيا)

العبرية:
- إسرائيل (مع العربية)

### غ
الغوارانية:
- باراغواي (مع الإسبانية)
- بوليفيا (مع الإسبانية والكتشوا و 33 لغة أخرى)

### ف
الفارسية:
- أفغانستان (مع الباشتو والدارية)
- إيران
- طاجيكستان (تُدعى الطاجيكية في طاجيكستان)

الفرنسية:
- بلجيكا
- بنين
- بوركينا فاسو
- بوروندي
- تشاد
- توغو
- الجابون
- جيبوتي
- رواندا
- ساحل العاج
- السنغال
- سويسرا (مع الإيطالية و الألمانية)
- سيشل
- غينيا
- غينيا الاستوائية
- أراوكانيا وباتاغونيا (مع المادوبونغون)
- فانواتو
- فرنسا
- جزر القمر
- الكاميرون
- كندا
- الكونغو
- الكونغو الديمقراطية
- لوكسمبورغ
- مالي
- مدغشقر
- موناكو
- موريشيوس
- النيجر
- هايتي
- جمهورية وسط أفريقيا

الفلبينية:
- الفلبين

الفندا:
- جنوب أفريقيا (مع الأفريقانية والإنجليزية والنديبيلي والسوتو الشمالية والسوتو والسوازية والتسونغا والتسوانا والزوسا والزولوية)

الفنلندية:
- فنلندا

الفيتنامية:
- فيتنام

الفيجية:
- جزر فيجي

### ق
القيرغيزية:
- قيرغيزستان (مع الروسية)

### ك
الكازاخية:
- كازاخستان (مع الروسية)

الكتالانية:
- أندورا

الكتشوا:
- بوليفيا (مع الإسبانية والأيمارا والغوارانية و 33 لغة أخرى)
- بيرو (مع الإسبانية والأيمارا)

الكردية:
- العراق (مع العربية)
- كردستان الحمراء

الكرواتية:
- البوسنة والهرسك
- كرواتيا

الكريولية الهايتية:
- هايتي (مع الفرنسية)

الكورية:
- كوريا الشمالية
- كوريا الجنوبية
- جزيرة ناميسوم

الكونغو:
- الكونغو الديمقراطية (مع الفرنسية واللينغالا والسواحيلية والتشيلوبا)

الكيتوبا:
- الكونغو (مع الفرنسية واللينغالا)

الكيروندية:
- بوروندي

الكينيارواندية:
- رواندا

### ل
اللاتفية:
- لاتيفيا

اللاتينية:
- الفاتيكان
- لادونيا (دولة مجهرية)

اللاوية:
- لاوس

اللتوانية:
- لتوانيا

اللوكسمبورغية:
- لوكسمبورغ (مع الفرنسية والألمانية)

اللينغالا:
- الكونغو (مع الفرنسية والكوكونغية والسواحيلية والتشيلوبا)
- الكونغو الديمقراطية (مع الفرنسية والكيتوبا)

### م
مادوبونغون
• أراوكانيا وباتاغونيا(مع الفرنسية)
المالطية:
- مالطا (مع الإنجليزية)

المانكسية:
- جزيرة مان (مع الإنجليزية)

الماورية:
- نيوزيلندا (مع الإنجليزية ولغة الإشارة النيوزلندية)

المجرية:
- المجر

المقدونية:
- جمهورية مقدونيا

الملايو:
- إندونيسيا
- بروناي
- سنغافورة (مع الإنجليزية والصينية والتاميل)
- ماليزيا

الملغاشية:
- مدغشقر (مع الفرنسية)

المنغولية:
- منغوليا

المولدوفية:
- ترانسنيستريا
- مولدوفا

المونتنغرية:
- الجبل الأسود

### ن
النديبيلية:
- جنوب أفريقيا (مع الأفريقانية والإنجليزية والسوتو الشمالية والسوتو والسوازية والتسونغا والتسوانية والفندا والزوسا والزولوية)
- زيمبابوي (مع الإنجليزية والشونا)

النرويجية:
- النرويج

النيبالية:
- نيبال

الناورية
ناورو

### ه
الهولندية:
- بلجيكا
- سورينام
- هولندا
  - أروبا
  - سانت مارين
  - كوراساو

الهوسية:
- نيجيريا

الهندية:
- فيجي
- الهند ("لغة الاتحاد الرسمية"؛ مع الإنجليزية، و 22 لغة أخرى إقليمية)

الهيري موتو:
- بابوا غينيا الجديدة (مع الإنجليزية وتوك بيسين)

### ي
اليابانية:
- اليابان (بحكم الأمر الواقع)

اليوربا:
- نيجيريا

اليونانية:
- قبرص (مع التركية)
- اليونان

## عدد الدول بنفس اللغة الرسمية
| اللغة      | العالم | أفريقيا | الأمريكتين | آسيا | أوروبا | أوقيانوسيا | الدول                                                                     |
| ---------- | ------ | ------- | ---------- | ---- | ------ | ---------- | ------------------------------------------------------------------------- |
| الإنجليزية | 64     | 25      | 17         | 4    | 5      | 13         | الهند والولايات المتحدة ونيجيريا والمملكة المتحدة. طالع القائمة الكاملة   |
| الفرنسية   | 30     | 21      | 3          |      | 5      | 1          | فرنسا والكونغو الديمقراطية وكندا ومدغشقر. طالع القائمة الكاملة            |
| العربية    | 27     | 13      |            | 14   |        |            | مصر والسودان والجزائر والمغرب. طالع القائمة الكاملة                       |
| الإسبانية  | 20     | 1       | 19         |      | 1      |            | المكسيك وإسبانيا وكولومبيا والأرجنتين. طالع القائمة الكاملة               |
| البرتغالية | 11     | 8       | 1          | 1    | 1      | 1          | البرازيل والبرتغال وموزمبيق وأنغولا. طالع القائمة الكاملة                 |
| الروسية    | 8      |         |            | 3    | 5      |            | روسيا وكازاخستان وروسيا البيضاء. طالع القائمة الكاملة                     |
| الألمانية  | 6      |         |            |      | 6      |            | ألمانيا والنمسا وسويسرا وبلجيكا وليشتنشتاين ولوكسمبورغ                    |
| الإيطالية  | 4      |         |            |      | 4      |            | إيطاليا وسويسرا وسان مارينو والفاتيكان                                    |
| الملايو    | 4      |         |            | 4    |        |            | ماليزيا وإندونيسيا وسنغافورة وبروناي                                      |
| الصينية    | 3      |         |            | 3    |        |            | الصين وتايوان وسنغافورة                                                   |
| الهولندية  | 3      |         | 1          |      | 2      |            | هولندا وبلجيكا وسورينام                                                   |
| الفارسية   | 3      |         |            | 3    |        |            | إيران وأفغانستان (معروفة باسم الدارية) وطاجيكستان (معروفة باسم الطاجيكية) |
| الرومانية  | 3      |         |            |      | 3      |            | رومانيا ومولدوفا وترانسنيستريا (تُستعمَل الأبجدية السيريلية هناك)           |
| الصربية    | 3      |         |            |      | 3      |            | صربيا والبوسنة والهرسك وكوسوفو                                            |
| السواحيلية | 3      | 3       |            |      |        |            | تنزانيا وكينيا وأوغندا                                                    |